# Bruno Chizzo
Bruno Chizzo (Udine, 19 aprile 1916 – Trieste, 14 agosto 1968) è stato un calciatore italiano.
Fu campione del Mondo nel 1938, con la Nazionale Italiana, pur non scendendo mai in campo.

## Biografia
Si sposò il 1º settembre 1940 a Monfalcone con Ondina Zollia. La coppia ebbe due figli. Invalido della seconda guerra mondiale (diventato quasi sordo a causa dell'impiego come fante addetto ai mortai nella Brigata Sassari), entrò nell'amministrazione provinciale nel 1967. Morì, dopo breve degenza all'Ospedale Maggiore di Trieste, per un male incurabile. Venne ricordato, con un minuto di silenzio, prima di un'amichevole precampionato della Triestina, pochi giorni dopo la scomparsa. Nel giugno 1969 venne organizzato, in suo onore, un torneo tra vecchie glorie calcistiche del Friuli-Venezia Giulia, disputato a Santa Croce di Trieste.

## Carriera

### Giocatore
Passò diciannovenne dall'Udinese alla Triestina nel 1935. Esordì in Serie A in Triestina-Fiorentina 5-1, il 22 settembre 1935; con la squadra alabardata collezionò oltre 100 presenze. Passò poi al Milano, in cui secondo alcune fonti avrebbe giocato 26 partite. Dopo la parentesi rossonera venne ceduto al Genoa.
La menomazione subita all'udito, durante la guerra, non gli impedì di proseguire la carriera. Transitò all'Anconitana poi, dopo l'8 settembre 1943, rientrò nella sua città natale, Udine. Nel 1946 ritornò al Genoa. Chiuse la carriera nel 1952.

### Nazionale
Venne convocato in Nazionale per i Mondiali del 1938, ma non scese mai in campo.

## Palmarès

### Club

#### Competizioni nazionali
- Prima Divisione: 1

Udinese: 1934-1935

### Nazionale
- Campionato mondiale: 1

Italia: Francia 1938